# Bergstjärnen, Norrbotten
Bergstjärnen är en sjö i Kalix kommun i Norrbotten och ingår i Kalixälvens huvudavrinningsområde.